# Imelda Marcos
Imelda Remedios Visitación Romuáldez y Trinidad, vd.ª de Marcos (Manila, 2 de julio de 1929), popularmente conocida como Imelda Marcos, es una política y socialite filipina. Fue la primera dama de Filipinas entre 1965 y 1986, período en el cual su esposo Ferdinand Marcos, presidió el país. Conocida como la «Mariposa de Hierro», Imelda Marcos ejerció varios roles activos dentro del gobierno de su esposo y con frecuencia fue portavoz de sus políticas. Fue Gobernadora de Gran Manila (1975-1986), Ministra de Asentamientos Humanos (1976-1986), Diputada en la Asamblea Nacional Interina de Filipinas por Manila (1978-1984) y Embajadora Extraordinaria y Plenipotenciaria (1978-1986).
Imelda destacó por ser la principal promotora y defensora de su esposo, participando activamente de sus campañas electorales y con frecuencia representándolo en negociaciones políticas dentro y fuera del país. Su rol tan prominente dentro del gobierno de Ferdinand Marcos ocasionó que fuese víctima de un intento de asesinato el 7 de diciembre de 1972, poco después de que su esposo declarase la Ley Marcial que le permitió gobernar de manera dictatorial al país hasta su caída del poder en 1986. 
Luego de la Revolución EDSA, Imelda acompañó a su esposo al exilio en Hawái, en donde permaneció hasta que Corazón Aquino permitió su regreso el 4 de noviembre de 1991, a fin de que enfrentara numerosos cargos en los tribunales filipinos. Sin embargo, la ex primera dama aprovechó la ocasión para regresar a la política: se postuló a la presidencia de Filipinas en 1992 y en 1995 obtuvo un escaño en la Cámara de Representantes del Congreso de Filipinas por el 1.er distrito de la provincia de Leyte, para el trienio 1995-1998. En el año 2010 volvió a ganar un escaño en la Cámara en, esta vez por el 2.º distrito de la provincia de Ilocos Norte. Permaneció en dicho cargo hasta junio del 2019. Es la única persona en la historia de su país en haber sido elegida en tres diferentes distritos (Manila y en los de las provincias de Leyte e Ilocos Norte) para un cargo público. Adicionalmente, ha apoyado las carreras políticas de sus hijos Imeé Marcos y Ferdinand Marcos Jr. 
Imelda es una figura polémica tanto dentro como fuera de Filipinas, conocida por sus extravagancias durante el período en que su esposo, Ferdinand Marcos, detentó la presidencia del país. Organizaciones como Transparencia Internacional señalan que ella y su esposo acumularon una fortuna superior a los USD 10 000 millones por medios ilícitos. Sus críticos además la señalan por haber desarrollado un lujoso estilo de vida durante su período como primera dama a costa del erario público del país y ello en un período de dificultades económicas en Filipinas. Famosa es la anécdota que reza como luego de su huida del país en 1986, se encontraron más de 1000 pares de zapatos en el Palacio de Malacañán que le pertenecían. 
Desde que su esposo fuese expulsado de la presidencia de Filipinas, Imelda ha confrontado numerosos procesos legales referentes a las malas prácticas financieras que ella y su esposo habrían cometido durante sus 21 años en el poder. A pesar de los numerosos juicios y casos abiertos en su contra, Imelda no ha recibido condenas definitivas y la mayor parte de la fortuna que se le acusa de haber malversado sigue sin ser recuperada por el Estado filipino. 
Imelda continúa siendo una figura controvertida actualmente. Mientras que ella se ha centrado en defender el legado político de su esposo y sus simpatizantes la exaltan por sus logros en el ámbito cultural durante su período como primera dama de Filipinas, sus críticos la consideran cómplice del régimen de su esposo y la catalogan como superflua y desconsiderada para con el pueblo filipino. Sin embargo, su influencia en la cultura y la política del país son innegables y es con frecuencia considerada como una de las mujeres más notorias de la política filipina.

## Juventud e inicios
Imelda Remedios Visitación Romuáldez nació en una acomodada familia mestiza de origen japonés y español, vinculada a la política filipina. Su padre fue el abogado Vicente Orestes Romuáldez y su madre Remedios Trinidad, que constituían un matrimonio de clase alta, con un estilo de vida bastante cómodo. A pesar de que su familia siempre mantuvo un estándar de vida muy elevado, Imelda siempre se consideró a sí misma y a su familia como "pobres" en comparación con el resto de sus familiares, algo que se debía al hecho de que su padre era el menos exitoso de la familia. Esto era de hecho algo relativo, pues claro estaba que su apellido disponía de prestigio y sus padres de una vida privilegiada.
Estudió en un colegio para señoritas y concluyó sus estudios en educación en el Saint Paul University Manila. Cuando se mudó a la ciudad capital de Manila, Imelda encontró una auténtica resistencia a ser aceptada en la alta sociedad filipina, a pesar del prestigio de su apellido y de sus importantes esfuerzos por alcanzar relevancia en la capital como modelo.
Imelda en esos momentos era una joven y radiante señorita, cuyo único fin era encontrar al pretendiente ideal e ingresar a la alta sociedad del país, por lo cual su próximo paso fue participar en el concurso de belleza filipina, Miss Manila, el cual perdió, pero eso no la detuvo: en vez de aceptar su derrota, visitó ella misma al alcalde de Manila, a quien persuadió de entregarle el título por encima de la decisión de los jueces del concurso; aunque el alcalde no pudo entregarle el codiciado título, decidió crear uno nuevo, siendo así nombrada "Musa de Manila" en 1950. 
Una vez que obtuvo el galardón, apareció en diferentes revistas, aumentó su estatus y comenzó a disponer de un listado de pretendientes, entre los que se encontraban Benigno Aquino, un periodista que había servido en el ejército y que pertenecía a una distinguida e influyente familia, pero su noviazgo no llegó muy lejos.
En 1954, durante una visita al Congreso de Filipinas, conoció a un joven congresista, héroe de guerra durante su servicio como oficial del Ejército Filipino en la Segunda Guerra Mundial, que despuntaba como un naciente líder político del Partido Liberal. Este prometedor político era Ferdinand Marcos, quien se enamoró al instante de la flamante Musa de Manila, casándose con ella tras solo once días de un publicitado noviazgo. Se dice que Marcos no dudó en ofrecerle matrimonio a Imelda y llenarla de lujos, ya que en sus ambiciones políticas futuras sabía lo importante que sería la belleza y el encanto de su esposa para su imagen; además, muy probablemente influyó que ésta perteneciera al distinguido clan de los Romuáldez, una familia conocida por sus diferentes servicios en el gobierno del país y con un visible poder político.

## La esposa de un político

### Elecciones senatoriales de 1958

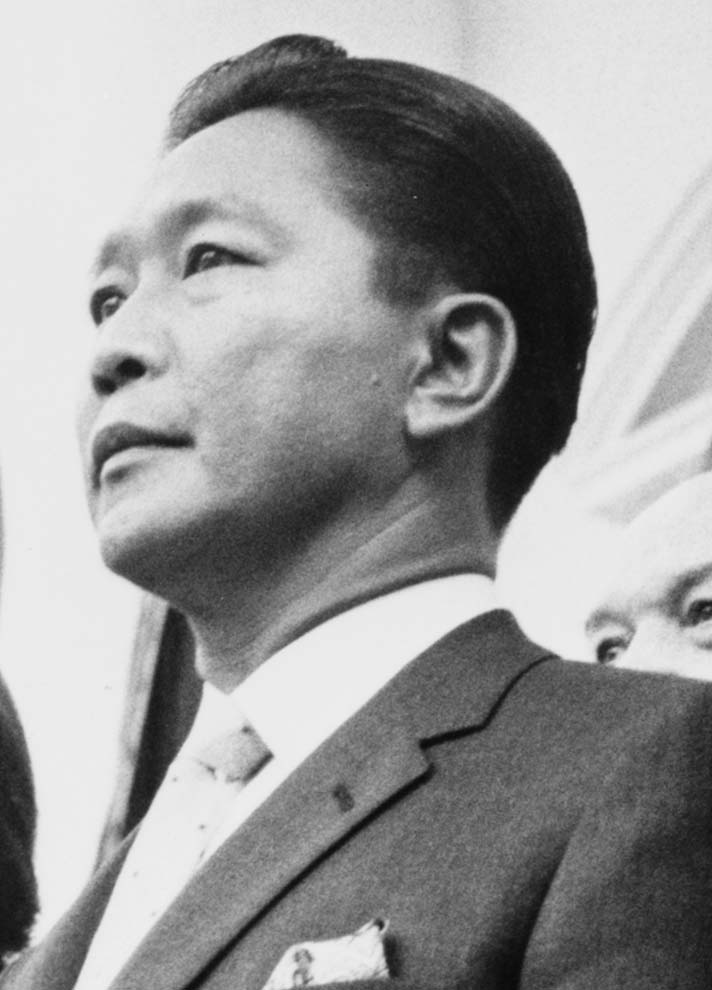
Ferdinand Marcos en 1966.

Tras su matrimonio con Ferdinand Marcos, Imelda había obtenido lo que tanto había anhelado desde siempre: tener un esposo poderoso, que pudiese darle todo lo que ella quisiera y le otorgase un elevado estatus social; pero lo cierto era que Imelda no estaba preparada para las exigencias que ser la esposa de un político conllevaba. Ya para 1958, Ferdinand Marcos, tras una década como miembro de la Cámara de Representantes de Filipinas, pasó a participar en las elecciones para el Senado filipino e Imelda debía hacer campaña con él y servir de intermediaria entre su familia y el propio Ferdinand Marcos. La joven señora Marcos, tuvo que trabajar muy duro, aprendiéndose los nombres tanto de alcaldes, gobernadores y demás políticos, como también los de sus respectivas esposas, además de las dificultades que le traía el rechazo que muchas de estas últimas le dispensaban por haberse criado en Tacloban, a pesar de haber nacido en la capital filipina, Manila. Igualmente, las tensiones y el desgaste que conllevó hacer campaña, con sus apariciones públicas y el publicitar a su esposo, causó que Imelda se fuese debilitando, hasta un repentino colapso, que ocasionó su ingreso a un hospital. A ese punto, Ferdinand Marcos, se sintió culpable y aparentemente le ofreció a su esposa dejarlo todo, abandonar su carrera y vivir una vida tranquila, si eso ayudaba a recobrar su salud. La reacción de Imelda fue totalmente contraria, en lugar de amilanarse y aceptar la propuesta, ella le prometió que lo ayudaría en todo lo posible, retomando la campaña en cuanto salió del hospital.
Imelda parecía revitalizada, viajaba por todo el país, aparecía en entrevistas, hacía apariciones en público, les cantaba a sus audiencias y perfeccionó sus dotes de oradora y se convirtió en la mano derecha de su esposo, en sus ojos y oídos, además de su principal defensora y apoyo. Su determinación fue clave para la victoria de Ferdinand Marcos en las elecciones senatoriales, logrando convertirse en el líder de la minoría liberal del Senado (1960), luego en vicepresidente ejecutivo (1954-1961), presidente del Partido Liberal (1961-1964) y finalmente presidente del Senado (1962-1965). Imelda, entre tanto, hacía campaña continuamente, ella siguió viajando, haciendo entrevistas y presentándose ante audiencias, en eventos y manifestaciones. Pronto su popularidad equiparaba a la de su esposo y más aún, era intrínseca, es decir, se había convertido en un elemento imprescindible para Ferdinand Marcos.

## Primera dama de Filipinas, la Mariposa de Hierro

### Elecciones presidenciales de 1965

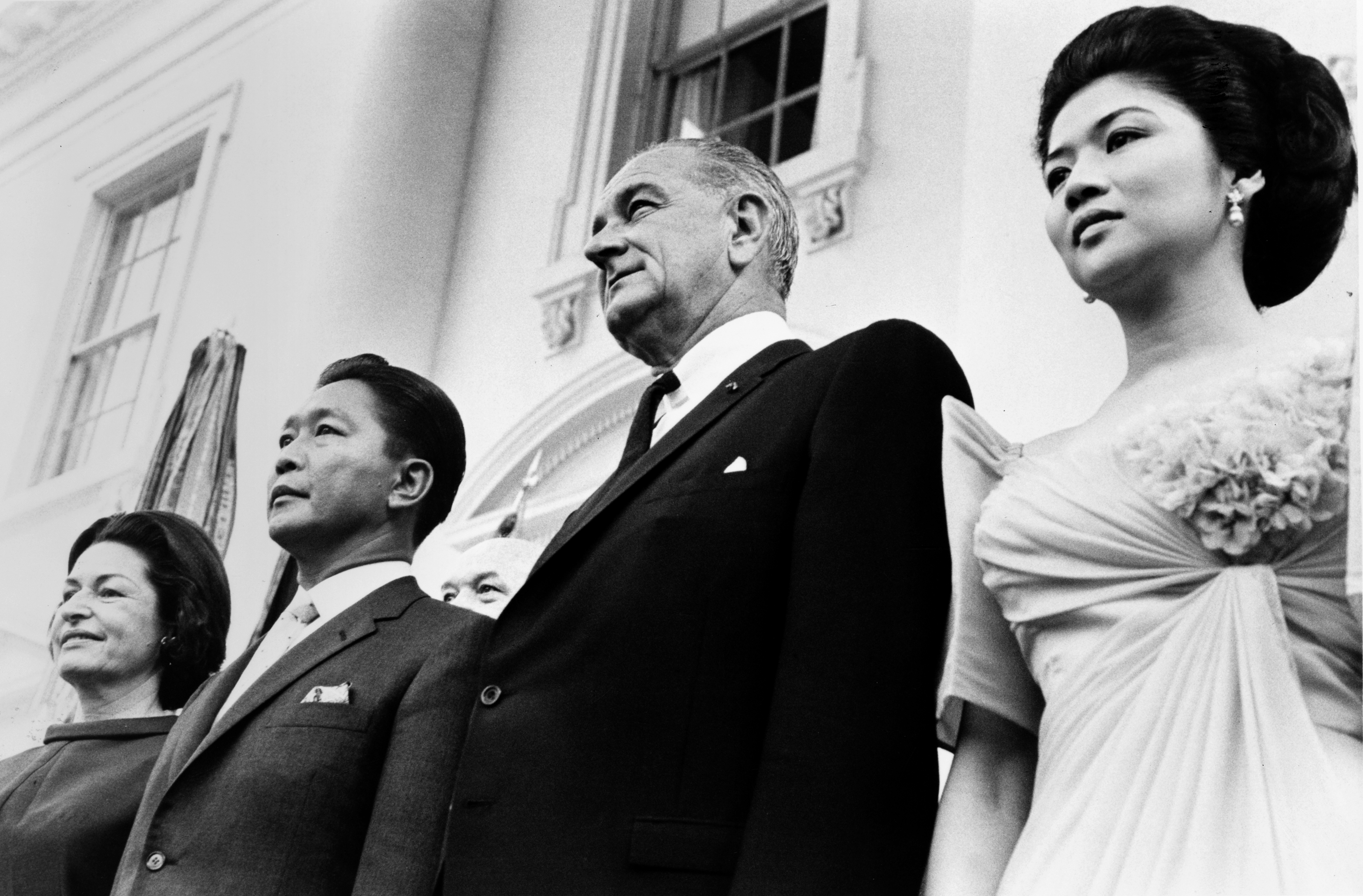
Ferdinand e Imelda Marcos posando junto a Lyndon B. Johnson y su esposa Lady Bird durante su visita a la Casa Blanca en 1966.

En 1965, Ferdinand Marcos, se postuló a la presidencia y se lanzó a una gran campaña en la que Imelda desempeñó un papel fundamental. Debido a sus encantos, a su belleza y a su recién establecida confianza y lo extrovertido de su personalidad, ocasionaron que ella se convirtiera, de hecho, en una de los principales motores que impulsaban la campaña de Marcos. En efecto, Ferdinand había visto un capital político en su matrimonio con Imelda, debido a su familia, pero ciertamente no se imaginó que la propia Imelda fuese más importante políticamente que los contactos de sus familiares. Imelda, literalmente, les vendía al público filipino su historia clásica de un cuento de hadas en el que ella era una joven que, tras casarse con Marcos, se había transformado en la dama que veían y les hizo creer que Ferdinand podía hacer lo mismo con el país. Esto sumado a que era considerada como un "rostro fresco" diferente a las otras esposas de los políticos, le dio una gran cantidad de apoyo y de seguidores de los sectores populares del país.
A la imagen de Imelda se sumaba que, en el momento, la precariedad de las condiciones de vida del país, tras años de corrupción por parte de sus gobernantes, incitara a las poblaciones a ver en los Marcos un equivalente filipino de la familia Kennedy, depositando en ellos sus esperanzas. Ello combinado con la reputación de su esposo, Ferdinand Marcos, y sus atractivas percepciones respecto al gobierno y la política y el apoyo de personalidades políticas gracias tanto a Imelda como a Ferdinand, permitieron que la candidatura del último se pusiera a la cabeza de las encuestas, consiguiendo, finalmente, que Ferdinand Marcos fuese electo presidente de Filipinas.

### Primer período presidencial de Marcos (1965-1969)
En 1969, Ferdinand Marcos e Imelda comenzó a desempeñar un papel importante en la política. Se convirtió en la consejera más cercana al presidente, siendo miembro de la junta directiva de 23 corporaciones gubernamentales. Comenzó a llevar a cabo sus propias medidas de política social. Muy pronto su ambición y dominante carácter fueron motivo de habladurías populares, como decirse que, más que esposa del presidente, pretendía ser ella quien gobernase.
Sin embargo si bien el papel de compañera política de Ferdinand ya de por sí le confería más responsabilidades y poder del que normalmente dispondría la primera dama, fue un altercado que involucró a Ferdinand Marcos con una joven actriz estadounidense, el que ocasionó que ella pasase a ser aún más activa y poderosa en cuestiones gubernamentales. El acontecimiento consistió en que Marcos se entrevistó con la joven, y partir de ahí comenzaron un breve affaire, pero cuando él la dejó, ella le entregó una serie de grabaciones que había hecho de su relación con el presidente filipino a una emisora de radio del país, que la divulgó, ocasionando un escándalo, a consecuencia del cual Imelda se sintió humillada. Sin embargo, no por ello dejó a Ferdinand, por el contrario comenzó a centralizar el poder en sus manos, llegando al punto de controlar la mitad de toda la riqueza nacional y convertirse en una suerte de embajadora errante del régimen de Marcos, viajando por diferentes países del mundo, encantando a los más diversos líderes políticos, adquiriendo todo tipo de accesorios, joyas, vestidos y propiedades, además de consolidarse como una figura de la "Jet Set", de hecho era tanto poder y la incidencia de Imelda en asuntos gubernamentales que posteriormente, con la ley marcial, la gente la denominaría la "dictadura conyugal".

### Campaña de reelección presidencial de 1969

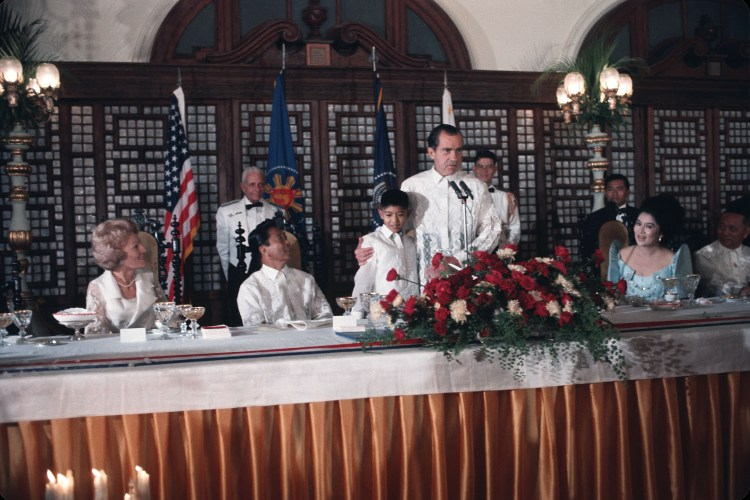
Visita de Richard Nixon y esposa a la familia Marcos en el Palacio de Malacañán, c. 1969.

Es entonces, cuando acercándose el final del primer mandato de Ferdinand Marcos, se postula a la reelección, la cual con el apoyo de los seguidores de Imelda y el asegurar su posición mediante sobornos y pagos a diferentes políticos, le garantizó la victoria, convirtiéndose en el primer presidente filipino en ser reelecto.

### Segundo período presidencial de Marcos (1969-1972)
Tras la reelección, la imagen de Imelda comenzó a deteriorarse debido a las acusaciones de la prensa alternativa que no estaba bajo el dominio del régimen, de usar fondos públicos para financiar su extravagante estilo de vida, mientras que la mayoría de la población filipina vivía en la pobreza.
La precariedad de la situación de las poblaciones en Filipinas ocasionaron la denominada «tormenta del primer trimestre», una serie de protestas, manifestaciones y reacciones de oposición contra el régimen de Marcos, desde enero a marzo de 1970, liderados por los sectores de izquierda a nivel nacional y contando con la participación de los principales líderes estudiantiles de la Universidad de Filipinas, que terminaron radicalizándose una vez que se unieron José María Sison, uno de los principales líderes de la izquierda radical, y a Bernabé "Dante" Buscayno, líder del Ejército del Pueblo, además de contar con la participación de muchos obreros y trabajadores, disgustados por la decadente situación económica y la desenfrenada corrupción que reinaba en el régimen. La situación se volvió violenta, con enfrentamientos entre los civiles y la Policía Nacional, que finalmente optó por dispersar las manifestaciones con bombas lacrimógenas y armas de fuego causando numerosas muertes y heridos.
Como resultado de todos los disturbios y de la severa represión que Ferdinand Marcos había desencadenado, muchos estudiantes de la Universidad de Filipinas, la Universidad Politécnica de Filipinas y la Universidad de Oriente, se autoproclamaron marxistas y se unieron a la guerrilla, levantándose en armas.

### Ley marcial (1972-1981)

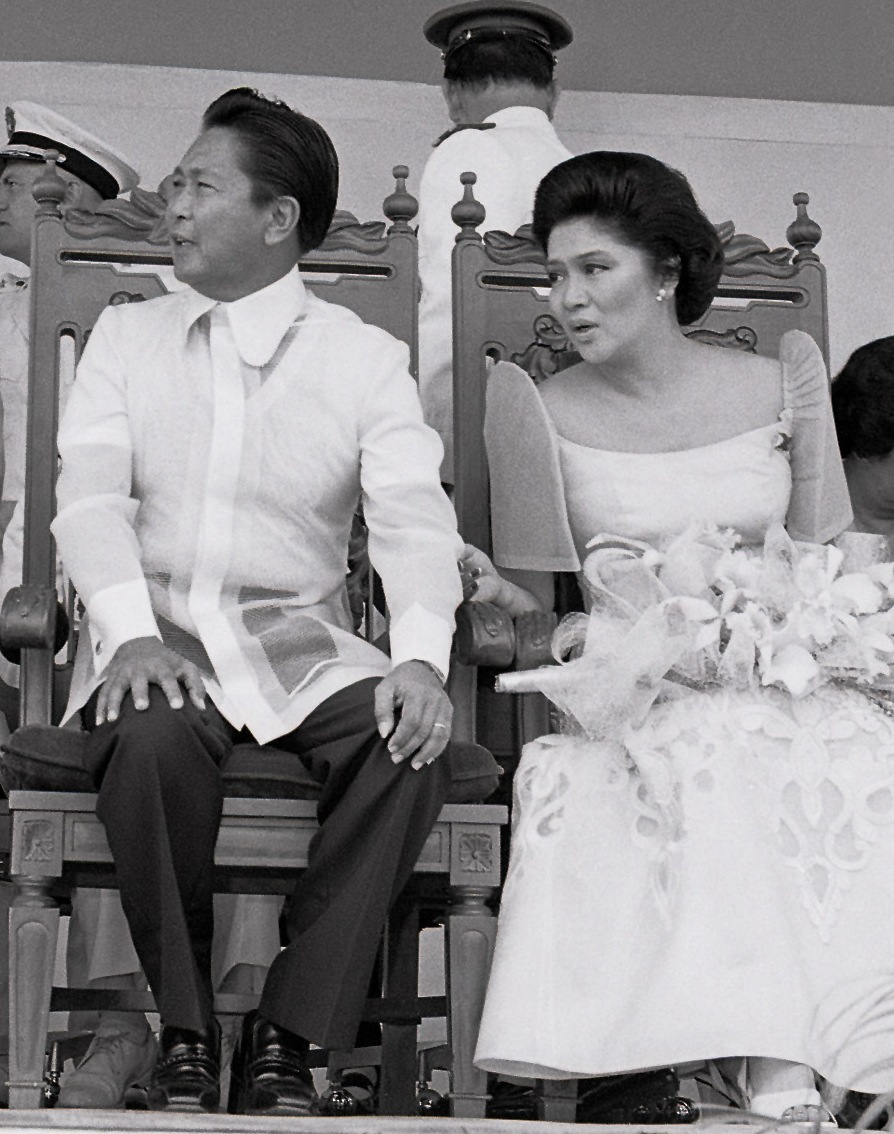
Ferdinand e Imelda Marcos en una ceremonia en la Clark Air Base, marzo de 1979.

Con la oposición creciendo cada vez más en fuerza y apoyo popular, los estudiantes alzados y la guerrilla tanto urbana como regional en contra de su régimen, junto con la caída de su popularidad y la cada vez más evidente pérdida de apoyo político, Marcos resolvió proclamar la ley marcial en 1972, justificándola mediante la necesidad de combatir los sectores guerrilleros, la amenaza comunista y restaurar la estabilidad nacional, lanzando el ideal de «La Nueva Sociedad», una especie de doctrina política, que buscaba dar una base ideológica al régimen de Marcos, basándose en el precepto de rescatar los nuevos valores políticos y morales que permitirían la reconstrucción de Filipinas.
De esta manera, Marcos pasó a concentrar aún más poder, con total y absoluto control sobre el país. Imelda entre tanto, se dedicaba a apoyar a su esposo en sus apariciones públicas, recibiendo dignatarios extranjeros, además de dedicarse a sus actividades y proyectos en el ámbito cultural, así como a sus constantes viajes, defendiendo y promoviendo ese ideal de «La Nueva Sociedad».
Fue después de la proclamación de la ley marcial, en el año de 1978, que Imelda fue designada ministro de Asentamientos Humanos y gobernadora del área metropolitana de Manila, además de fundar y abogar por la construcción del Centro Cultural de Manila. Igualmente, es oficializada como diplomática del régimen de Marcos, al ser nombrada embajadora plenipotenciaria y extraordinaria de Filipinas. Para el momento, su poder sobre los asuntos políticos, su predominio y su rol como la más cercana aliada y consejera de Ferdinand Marcos, ocasionaron que el régimen fuese apodado como la «dictadura conyugal».
Luego, con la conversión de Ferdinand en primer ministro de Filipinas, en 1978, y el establecimiento de la Gran Legislatura Nacional Interina, Imelda es electa representante por Manila, para la asamblea que pasa ahora a sustituir al Congreso de Filipinas, como órgano legislativo, permaneciendo en el cargo hasta 1984. 

### Campaña presidencial de 1981
Tras más de siete años bajo la ley marcial, Marcos procedió a levantarla y realizar una reforma constitucional, que virtualmente abrogó la previa Constitución de 1935 y le facilitó lanzarse a una nueva reelección, las cuales fueron llevadas a cabo, a pesar de los intentos de sabotaje y boicot por parte del principal partido opositor, United Nationalists Democratic Organizations (UNIDO), resultando en una aplastante victoria para Ferdinand Marcos, gracias una vez más a Imelda y a la maquinaria política, tan extraordinaria que entre ambos habían constituido, con su partido el Kilusang Bagong Lipunan (Nuevo Movimiento Social), con lo cual, el régimen una vez más prevalecía, ahora con la posibilidad de gobernar por seis años más en el horizonte.

### Tercer período presidencial de Marcos (1981-1986)

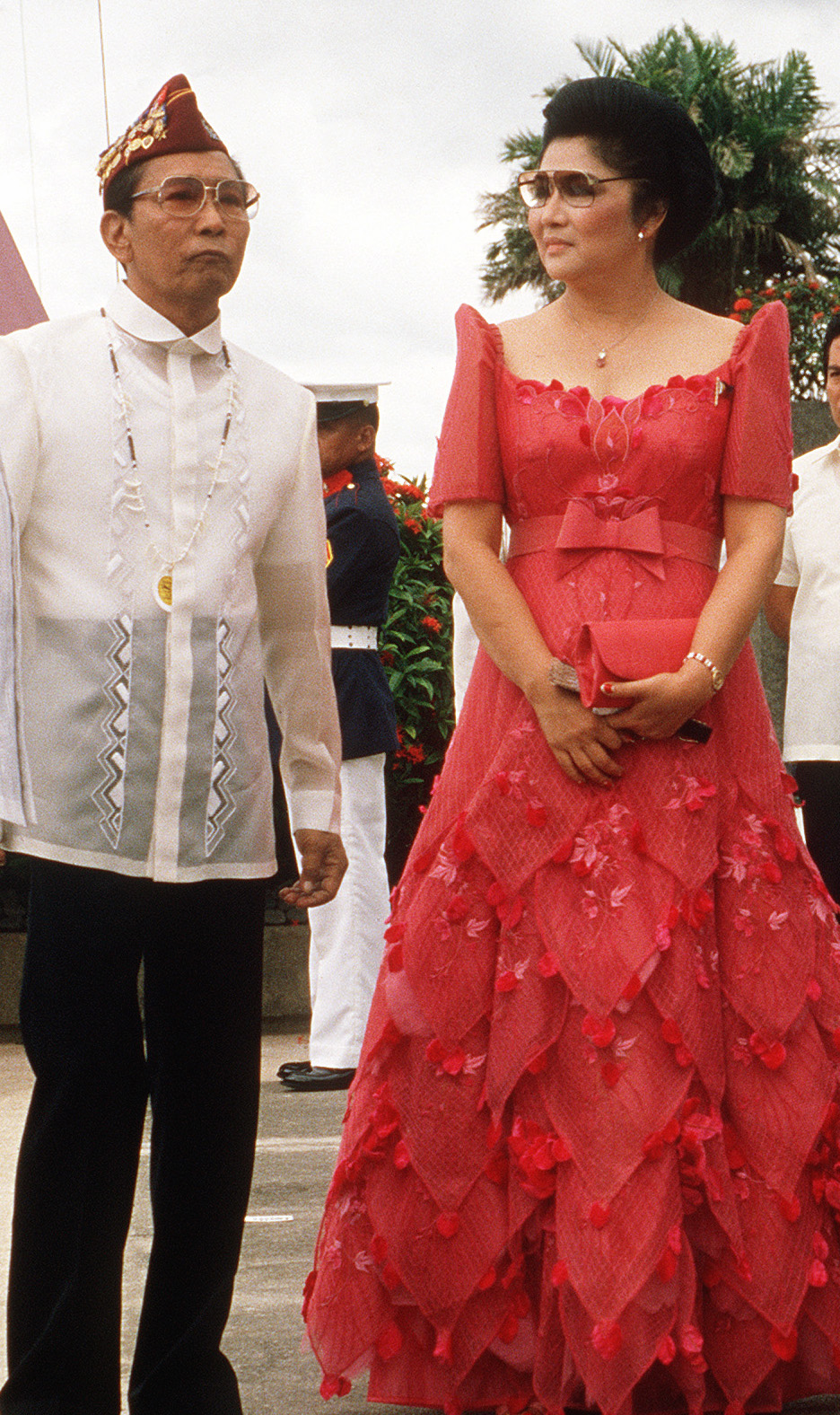
Imelda y Ferdinand Marcos en 1984, visitando la provincia de Leyte.

A pesar de su reciente victoria y lo que parecía ser la consolidación definitiva del régimen, ya para el tercer período presidencial de Marcos, la deteriorada salud del jefe de Estado, hacía pensar a sus allegados en la necesidad de un sucesor político. Pero este asunto ya estaba más que arreglado, pues Ferdinand había dispuesto todo, para que en caso de ser necesario, fuese Imelda, su esposa, la que lo sucediese; no obstante, la situación política se le estaba saliendo de control a la dictadura conyugal. 

#### Asesinato de Benigno Aquino
Para 1983, Benigno Aquino, periodista y miembro de una familia de destacados políticos (quien fuese pretendiente de Imelda en su juventud), regresaba a Filipinas tras años de ausencia, para liderar la oposición. Su popularidad, combinada con la inestabilidad del régimen, solo podían traer problemas para Imelda, quien advirtió fuertemente a Aquino que no volviera al país, pero éste desobedeció y arribó a Filipinas, donde llegó el 21 de agosto del mismo año. Antes de siquiera tocar suelo filipino, Aquino recibe una serie de disparos, resultando muerto en el acto.
Los filipinos culparon a Ferdinand Marcos por la muerte de Aquino y en lo progresivo, las manifestaciones y los fuertes movimientos opositores surgidos a raíz de ese hecho, fueron los que finalmente se consumarían como los principales factores que ocasionarían la caída del régimen de la familia Marcos, pero para entonces, Imelda no consideraba esa posibilidad. Había visto numerosos actos de oposición, intentos de dañar y debilitar al régimen que ella y su esposo habían construido. En lo que la primera dama concernía, aquello era solo otro invento, sin mayor trascendencia.

#### Surgimiento de Corazón Aquino
Tras la muerte de Benigno Aquino, la oposición debía encontrar a un nuevo líder capaz de hacer frente a Imelda y Ferdinand Marcos. Al inicio, parecía poco probable que la frágil y políticamente poco experimentada viuda de Benigno Aquino, Corazón Aquino, pudiese asumir el liderazgo de la oposición en contra de una política tan eficiente, llamativa y consagrada como lo era Imelda Marcos, pero tras el asesinato de su esposo, las cada vez mayores apariciones públicas de Corazón Aquino y el apoyo que recibió de manos de los sectores de oposición, la convirtieron rápidamente en la líder central del espectro político opuesto a la «dictadura conyugal». Corazón Aquino pasó a convertirse en la líder de la oposición filipina, tornándose en un icono de la resistencia al régimen.

#### Debilitamiento del régimen
Para 1986, la popularidad del régimen estaba en un punto crítico. La muerte de Benigno Aquino, el auge de su viuda, Corazón Aquino, y las presiones internacionales planteaban un panorama nada positivo para los Marcos. Imelda, no obstante, seguía convencida de la capacidad de su esposo y allegados para manejar la situación, pero esta vez las cosas se salieron de control.
Para 1985, el régimen vio impotente, como los oficiales de las ramas militares y policiales, especialmente los de menor graduación, desilusionados por el régimen, no mostraban interés alguno en defender a Ferdinand Marcos; a ello se sumó la renuncia de varios miembros del gabinete de Marcos como Fidel V. Ramos o el ministro de Defensa Juan Ponce Enrile.
Las presiones internacionales se hicieron cada vez mayores. El embajador estadounidense en Filipinas le esclareció a los Marcos que ya no podrían continuar respaldándolos en su tentativa de mantener el poder sobre Filipinas, ante lo cual Imelda y su esposo pusieron en marcha su último recurso: debían convocar a elecciones y ganarlas con la finalidad de acallar a la oposición, lo cual legitimaría su régimen y le permitiría continuar en el poder. Las intenciones de Imelda y Ferdinand Marcos se podían dilucidar fácilmente: hasta entonces ninguno de los dos había perdido una sola elección de las cinco que habían enfrentado juntos;; Imelda ya estaba lista para salir y dirigir la campaña, que era la última esperanza del régimen de los Marcos.

## Caída de la "dictadura conyugal"

### Elecciones de 1986

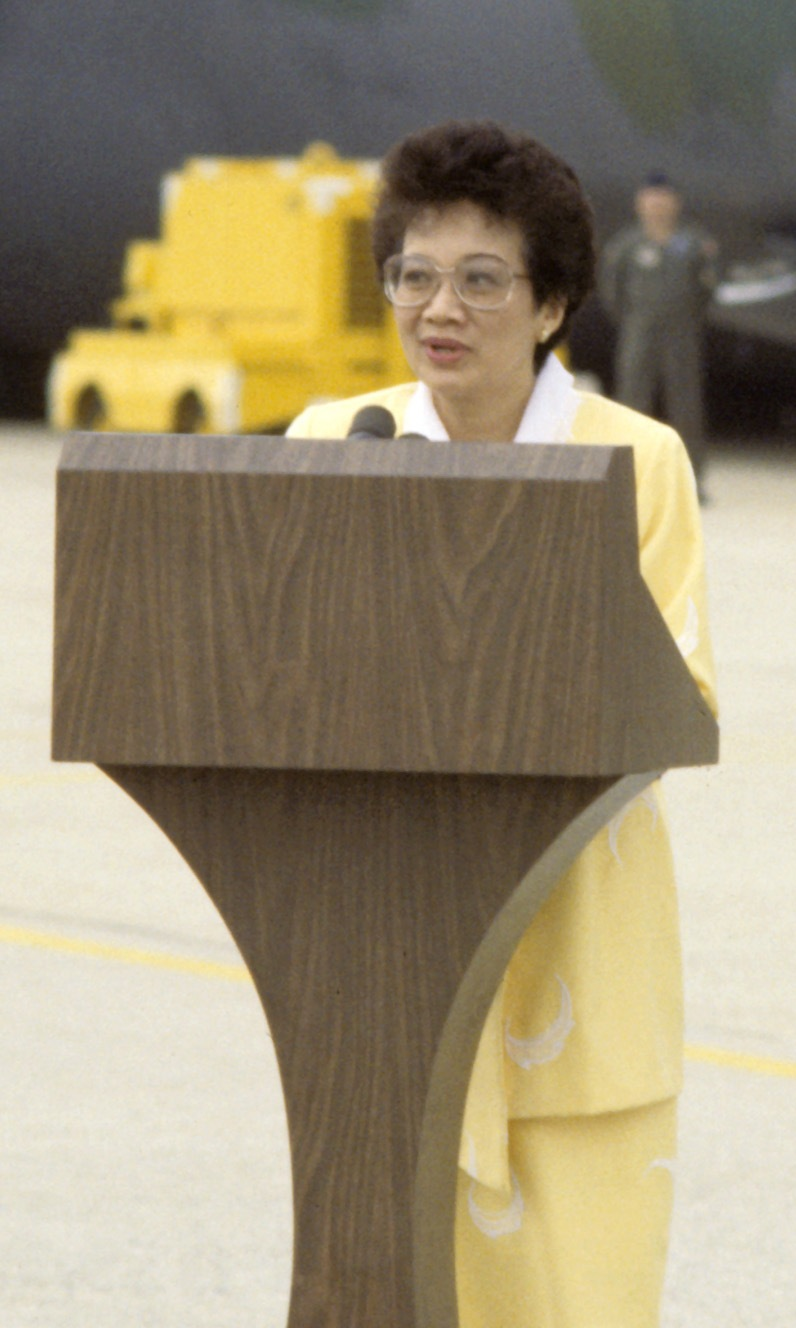
Corazón Aquino durante una ceremonia de honor a las Fuerzas Aéreas estadounidenses (1986).

Bajo las presiones internacionales, especialmente de Estados Unidos, Ferdinand Marcos tuvo que hacer un llamado a elecciones en 1985, aspirando ganarlas. Imelda hizo campaña como nunca, con sus tradicionales tácticas, buscó persuadir a los filipinos de otorgarles su voto a Ferdinand Marcos y se deshizo en críticas a Corazón Aquino, que era la oponente de Ferdinand Marcos en dichas elecciones, pero su actitud crítica, la decadente situación económica de la mayoría de los filipinos, cansados de la corrupción del régimen, en contraste con los lujos y despilfarros de la primera dama, acabaron por mermar su popularidad y poderío político, ocasionando inevitablemente que la fortaleza de Ferdinand perdiera solidez.
Las elecciones se dieron el 7 de febrero de 1986, donde a pesar de que todo indicaba una clara victoria para Corazón Aquino, los resultados dados por la Comisión Electoral (COEMELEC) proclamaban a Ferdinand Marcos como ganador con 10,807,197 votos en contra de 9,291,761 votos obtenidos por Corazón Aquino. Pero el Movimiento Nacional por Elecciones Libres (NAMFREL por sus siglas en inglés) tenía a Corazón Aquino como ganadora con 7,835,070 votos y a Marcos en segundo lugar con 7,053,068 votos. Esta disidencia en los resultados ocasionó fuertes reacciones por parte de la población, al punto de que un grupo de 29 especialistas en informática que trabajaban para el COMELEC, se proclamaron en huelga denunciando que los resultados de las elecciones habían sido manipulados. La Conferencia Episcopal de Filipinas condenó públicamente los resultados oficiales dados por el gobierno y en Estados Unidos, el Senado aprobó una resolución donde se hacía lo mismo. El presidente Ronald Reagan, quien en el pasado fuese tan allegado a los Marcos, debió pronunciarse públicamente, refiriéndose a la situación en Filipinas, como perturbadora e hizo un llamado a su resolución.
No obstante, el 15 de febrero de 1986, en medio de denuncias de fraude y controversia, la COMELEC y el Batasang Pambansa proclamaron públicamente a Ferdinand Marcos como el ganador de las elecciones, en un acto repleto de elogios y boato para con él y «la victoriosa primera dama, que había sido crucial en la permanencia del régimen». Los cincuenta diputados de la oposición se negaron a reconocer dicho acto y en su lugar, decidieron abandonar el Batasang Pambansa y proclamar junto con el resto de la oposición a Corazón Aquino como la ganadora, estableciendo una sede comando opositora, liderada por Aquino, creando así una suerte de gobierno paralelo.
La crítica situación de división política fue de tal magnitud, que las acciones de virtualmente todas las grandes corporaciones, empresas, compañías y medios, sufrieron un desplome sin precedentes en sus acciones, creando una situación crítica a nivel económico en el país. Sin embargo Imelda Marcos se mantuvo firme junto con su esposo, no tenían la más mínima intención de abandonar el poder e iban a permanecer así, hasta que la Revolución del Poder Popular o la Revolución de EDSA, tomase lugar.

### Revolución de EDSA
Avalándose en el fraude electoral cometido por los Marcos, el Movimiento de Reforma de las Fuerzas Armadas (RAM) realizó una tentativa de golpe de Estado, sentando el plan de tomar el Palacio de Malacañán y arrestar tanto a Imelda como a Ferdinand Marcos, a la par que otras unidades militares tomaban control de otros puntos estratégicos a nivel nacional, incluyendo los aeropuertos, las estaciones de radio y televisión, así como las bases militares.
No obstante, antes de que el golpe fuese llevado a cabo, Ferdinand supo del mismo. Entonces Imelda incitó a Ferdinand a arrestar a varios de los principales líderes y dar a conocer dicha acción a la prensa. Ferdinand concluyó que dicha sugerencia era la mejor manera de contrarrestar las intenciones golpista de la RAM y procedió a capturar a todos los insurgentes que pudo, tras lo cual convocó a una rueda de prensa, donde explicó lo ocurrido.
Este súbito revés, forzó a los restantes líderes de la RAM a tener de pedir ayuda a Fidel V. Ramos, quien era el director de la Policía Nacional Filipina, además de primo del propio Ferdinand Marcos. Ramos accedió a respaldar el golpe tras renunciar a su cargo. Juan Ponce Enrile, quien fuese ministro de Defensa de Marcos, se unió al golpe y contactó al influyente cardenal y arzobispo Jaime Sin, para apoyar la insurgencia. Así, el 22 de febrero de 1985, Enrile y Ramos, convocaron a una conferencia de prensa renunciando a sus cargos y proclamándose en contra del régimen, siendo seguidos por el discurso de Jaime Sin, en la emisora Radio Veritas, donde el clérigo exhortó a los filipinos a salir a las calles y reclamar sus derechos y ayudar a los rebeldes, facilitándoles alimentos y apoyo emocional y popular.
A este punto, millones de personas comenzaron a movilizarse por diferentes puntos del país, concentrándose una extraordinaria manifestación en la avenida Epifanio de los Santos (conocida como EDSA por su nombre en inglés), donde cientos de miles de filipinos se manifestaron en contra del régimen, de los infames actos de corrupción, represión y despilfarro cometidos por Imelda Marcos y su esposo. Las movilizaciones pronto llegaron a los millones de personas, y con la negativa de las Fuerzas Armadas y la policía a intervenir, además de las presiones internacionales, finalmente los Marcos determinaron que no había otra salida. Ferdinand se aseguró de contar con el apoyo logístico estadounidense para poder salir junto con Imelda del país, tras lo cual, la pareja decidió hacer su última aparición pública juntos en Filipinas, asomándose al balcón del Palacio de Malacañán y cantándole una canción de amor al pueblo filipino, en símbolo de despedida. El presidente Ronald Reagan les ofreció asilo en Estados Unidos.

## Obras

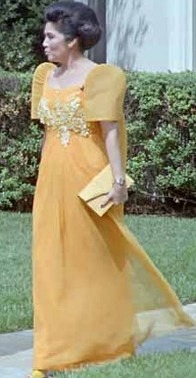
Imelda Marcos durante una visita de Estado en la Casa Blanca (1982).

Durante su período como primera dama de Filipinas, Imelda Marcos abogó por la construcción de hospitales, escuelas y museos a lo largo de todo el país. Instituyó muchos programas de asistencia social en toda la nación, así como programas culturales que incluían la llamada «Revolución Verde» y una campaña nacional para el embellecimiento del país. Bajo su guía y gracias a su influencia política, se construyeron nuevos asilos para huérfanos y ancianos, así como hospicios para pobres, en un intento por favorecer a los más desposeídos de la población filipina. Esta política de respaldo y asistencia para con las poblaciones de menores recursos (para aquel entonces más del 60 % de la población filipina) y las continuas acciones que tenían por enfoque último a las clases de escasos recursos, hicieron que su popularidad fuese en constante aumento.
La predilección de la población para con ella era tal, que cuando ocurrían desastres naturales como tifones, avalanchas, terremotos o erupciones volcánicas o acaecían situaciones críticas a nivel económico, la gente invocaba a Imelda buscando asistencia. 
Sus programas sociales le granjearon el título de «Madre de la Nación», pero cuando el régimen dictatorial y corrupto de Marcos se volvió impopular entre las masas, los lujosos excesos de Imelda fueron blanco de las críticas. Mientras gran parte de la población filipina se hundía en la pobreza debido a la crisis económica, Imelda acumulaba centenares de pares de zapatos, así como grandes cantidades de joyas. Al respecto, el periodista español Manuel Leguineche afirmó:

"Los buenos negocios curan los peores decaimientos".

Ello sintetiza como Imelda se fue amoldando al credo de su esposo, acompasando el glamour con histriónicas intervenciones públicas que incluían canciones, discursos, llantos, cohechos y adulaciones. Destinaba costosos regalos y administraba castigos y represalias en su ánimo desmedido de acumular poder, a la par que se revelaba como una máquina de succionar votos, desplegando una actividad descomunal: insomne, con horarios a merced de su propia arbitrariedad, mudaba de vestido hasta ocho veces en una misma jornada. Mantenía centenares de entrevistas por semana y conducía un batallón de secretarias que respondían 2500 cartas diarias.
A nivel cultural, destaca también su obra maestra, el complejo arquitectónico del Centro Cultural de Filipinas, localizado en Manila, construcción que fue elaborada con materiales de primera categoría y realizada en tan solo dos años. Igualmente, obras e instituciones como el Centro Filipino del Corazón, Centro Pulmonar de las Filipinas, Instituto de Riñones de las Filipinas, Nayong Filipino, el Centro Internacional de Convenciones Filipino, Teatro Folk de las Artes, el Coconut Palace, y el Centro de Cine de Manila, construido en 1982 para ser sede de un festival internacional de cine, fueron obras y entes impulsados por Imelda Marcos, que no solo sirvieron para fortalecer el crecimiento cultural y arquitectónico del país, sino que además convirtieron a Filipinas en un centro internacional atractivo para los más altos líderes políticos, empresarios multimillonarios y celebridades de diferente índole.

## Fortuna y corrupción
A lo largo de 21 años en el poder, y desde un inicio, Imelda y su marido, malversaron y dispusieron de los fondos públicos filipinos, así como otros extraídos de recaudaciones de beneficencia o de donaciones destinadas a quienes padecían hambrunas o terremotos en otras latitudes. 
Con la sustracción sistemática de parte de la ayuda financiera internacional acordada al Estado y de los créditos de los organismos multilaterales a las esquilmadas arcas del Tesoro Nacional, los Marcos forjaron la famosa red de cuentas bancarias suizas, antillanas, panameñas y en Hong Kong, Liechtenstein y Australia, que pasaron a distribuirse centenares de millones de dólares en activos, que los harían tristemente célebres, con los seudónimos de Jane Ryan para ella y William Saunders para él, inmersos en una nube de falsas sociedades, un sinfín de paraísos fiscales, secundados por una larga lista de testaferros. Igualmente, el tándem utilizó capitales e información privilegiada de la presidencia comprando y vendiendo productos, tierras y empresas, anticipándose a las fluctuaciones de los precios en los mercados. Perpetraron transacciones espurias con la caña de azúcar, el ajo, la banana, el coco, la hostelería, las industrias farmacéutica, nuclear, petrolera, de la cerveza y del cemento, haciendo florecer un parque inmobiliario de 29 casas en Filipinas, especulando en las bolsas internacionales y comprando cuatro edificios en Nueva York valorados en 350 millones de dólares. 
La vasta fortuna acumulada, tras pasar por cuentas y sociedades, terminaba siendo invertida en propiedades, empresas, activos, bienes y demás, creando una sofisticada red de sistemas que les permitió a los Marcos legalizar su patrimonio, pasando a ser terratenientes consagrados, accionistas de empresas y disponiendo de una inmensa red de cuentas con miles de millones en efectivo, recursos e inclusive en metales preciosos.
En total la ONG Transparency International ha calculado que el clan Marcos amasó ilegalmente una fortuna de entre 5 000 y 10 000  millones de dólares durante los años en los que se mantuvo en el poder y la fortuna acumulada por los Marcos, en gran medida producto de la multiplicidad de acciones, adquisiciones e inversiones realizadas a partir del capital obtenido por dichas malversaciones, estuvo estimado en 35 000 millones de dólares.
Imelda Marcos, por su parte, siempre ha defendido la legitimidad de la fortuna construida por su esposo y heredada por ella tras la muerte del mismo, afirmando que esta tiene sus orígenes en varias inversiones y actividades en el comercio de metales preciosos que Ferdinand Marcos habría estado realizando desde antes de su ingreso en la política. También ha afirmado que el origen de la fortuna familiar es el «Tesoro de Yamashita», un acumulado de inmuebles, depósitos bancarios, oro, otros metales y piedras preciosas, que habría sido robado por los militares japoneses durante la Segunda Guerra Mundial y ocultado en Filipinas. Según Imelda, su esposo, quien habiendo heredado parte de la fortuna de su familia y ya con una fortuna propia consolidada gracias al comercio y varias inversiones, tras terminar su período de servicio militar en la guerra dispuso de una expedición para encontrar dicho tesoro, lo cual le sirvió como base para expandir aceleradamente su fortuna. 

### Juicios y acciones legales
Desde su salida del poder y tras la muerte de su esposo, Imelda Marcos, se ha visto obligada a enfrentar un largo listado de más de 900 casos civiles y criminales en su contra, al respecto de las finanzas y acciones de ella y su esposo durante las más de dos décadas que detentaron el poder. 
En 1988, el primero de estos juicios se dio en Estados Unidos, cuando el «Tesoro de Yamashita» se convirtió en el tema central, en una demanda en Hawái, contra el para entonces ya fallecido Ferdinand Marcos, respecto a varias inversiones y propiedades de la familia Marcos, juicio que Imelda debió afrontar, siendo acusada de malversación, corrupción, evasión de impuestos y lavado de capitales. El juicio, finalmente, se decidió en favor de Imelda.
Desde entonces, Imelda ha enfrentado numerosas tentativas de acusaciones, investigaciones judiciales y acciones legales, logrando sortearlas todas, sin ser condenada ni pagar cárcel. Igualmente, hasta la fecha, del aproximado de 10 000 millones de dólares que la Comisión del Buen Gobierno determinó que Imelda y su esposo habían sustraído de las arcas filipinas, solo se han logrado recuperar 1620 millones de dólares, siendo todas las demás acciones legales en contra de Imelda Marcos, desestimadas.

## Exilio (1986-1991)

### Salida de Filipinas
Tras la caída del régimen de Ferdinand Marcos, en 1986, Imelda y él salieron de Filipinas. Para el momento, Estados Unidos les había ofrecido asilo político en cualquiera de sus Estados, y los Marcos se decidieron por Hawái, estableciéndose en la capital de dicho estado, Honolulu, en una extensa mansión, que fue facilitada por uno de sus conocidos, donde la familia Marcos residió desde su salida del país.
Entre tanto, Imelda y Ferdinand Marcos eran objeto de fuertes críticas y acciones gubernamentales en Filipinas, donde la presidenta que había sucedido al régimen de los Marcos, Corazón Aquino, esposa de Benigno Aquino, uno de los más fuertes rivales de Ferdinand Marcos y el «líder de oposición» asesinado durante su regreso a Filipinas en 1983, tras años de exilio político. 
Corazón Aquino, vencedora de las elecciones de 1986 y líder de la Revolución del Poder Popular, apenas asumió el cargo dictó la Orden presidencial N.º 1, que constituía la Comisión Presidencial del Buen Gobierno, una comisión de investigación económica, con el objetivo de asentar y liderar los procesos de recopilación de información, acerca de los recursos que la familia Marcos había malversado a lo largo de sus dos décadas en el poder. Igualmente, abolió el Batasang Pambansa (Parlamento Filipino) y el ministerio de Asentamientos Humanos, ambas creaciones de Marcos, así como promulgó la Constitución de 1987, la cual restauró muchos de los aspectos de la antigua Constitución de 1935, que había sido suprimida por Ferdinand Marcos en 1972, con la promulgación de la ley marcial. 
Igualmente, el nuevo gobierno llevó a cabo una incautación de bienes dejados por Imelda Marcos, encontrados en el Palacio de Malacañán tras la salida al exilio de los Marcos. Entre las pertenencias que Imelda dejó en el palacio, se incluían 15 abrigos de visón, 508 vestidos, 1000 bolsos de mano y 1060 pares de zapatos, ello según cifras oficiales de la revista Time, pues las estimaciones más elevadas establecen cifras que rondan los 3000 pares de zapatos.

### Vida como viuda
El 28 de septiembre de 1989 fallecía en Hawái el exdictador Ferdinand Marcos, a los 72 años de edad y tras solo tres años en el exilio. Fue enterrado en un mausoleo privado en Byodo-In Temple (isla de Oahu) donde también se le rindieron honores fúnebres. Como consecuencia de la muerte de su esposo, Imelda pasaba a ser la administradora, heredera y única propietaria de todas las propiedades, empresas, capitales e inversiones que originalmente estaban a nombre de ambos.

#### Juicio en Estados Unidos
Para entonces Imelda debía enfrentar a una Corte en Estados Unidos, para responder por cuatro edificios de lujo que habían sido adquiridos por ella y su esposo durante el período de Ferdinand Marcos en el poder. Las acusaciones en general se centraban en el origen de la descomunal fortuna que la familia Marcos había acumulado. Imelda compareció ante la corte en Hawái y el juicio se alargó bastante, e Imelda incluso llegó a desmayarse en plena sesión. Sin embargo, sin importar cuánto la prensa se cerniese sobre el asunto o cuán culpable clamaban los filipinos que eran los Marcos, la imagen que Imelda proyectó de ser un viuda desolada y la incapacidad de las autoridades para aportar prueba alguna que la ligara directamente con las malversaciones, ocasionaron que el jurado concluyese que quizás el fallecido dictador Ferdinand Marcos fuese culpable de malas praxis económicas, pero no había ningún motivo o prueba que pudiese indicar participación alguna por parte de Imelda en dichas acciones, por lo cual fue absuelta de los cargos.

## Regreso a Filipinas (1991-presente)

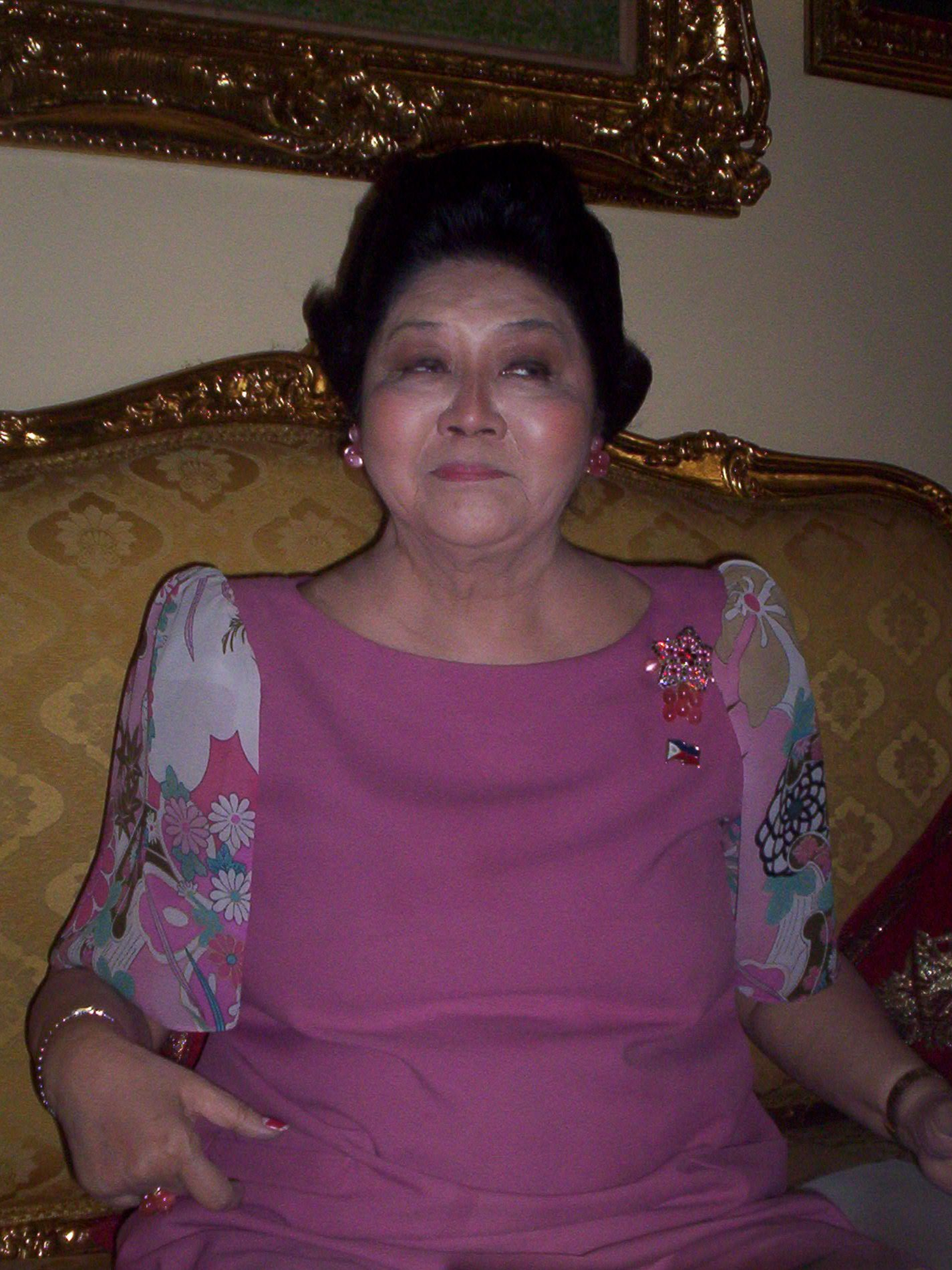
Imelda Marcos en su residencia de Makati (2008).

El 4 de noviembre de 1991, tras cinco años en el exilio, Imelda decidió que era momento de volver a Filipinas. Ese mismo año decidió exhumar los restos de Ferdinand y llevarlos de regreso a la región de Ilocos Norte, donde sería enterrado en una cámara criogénica para conservar el cuerpo en un mausoleo.
Imelda entretanto, se restableció en Manila, desde donde trató de reactivar su carrera política, postulándose a la presidencia de Filipinas en dos ocasiones, la primera en 1992 y la segunda en 1998, fracasando en ambos intentos. No obstante, contra todo pronóstico, la carrera política de Imelda y el poder del apellido Marcos no se habían desintegrado. Imelda asumió entonces el liderazgo de la familia Marcos y se dedicó a impulsar las carreras políticas de sus hijos Ferdinand Marcos Jr. e Imee Marcos, además de reorganizar sus propias finanzas personales, manteniendo en orden las inversiones y propiedades de la familia.
Imelda, además, materializió su regreso político, cuando en 1998 fue elegida miembro de la Cámara de Representantes de Filipinas por el 1.er distrito de la provincia de Leyte, desempeñándose durante tres años en dicho puesto. Desde entonces, ha impulsado numerosos proyectos culturales, aparecido en variedad de eventos públicos y manifestaciones. Igualmente en 2008, lanzó una línea de joyas, indumentaria y cosméticos llamada Imeldífico, que ha gozado de un gran éxito. 
En 2001, después de terminar su periodo como legisladora, Imelda fue arrestada bajo cargos de corrupción y extorsión cometidos durante el mandato de su esposo. La controversia se centró en aproximadamente 684 millones de dólares estadounidenses (USD) (pero algunas fuentes estimaron cifras muy superiores) que desaparecieron misteriosamente del Tesoro Filipino durante la presidencia de Marcos. Muchos creyeron que fueron robados por la familia Marcos y guardados en su cuenta en algún banco suizo. En el año 2003 los 684 millones de dólares fueron devueltos al Estado filipino.

## Retorno a la política
Tras su regreso a Filipinas, Imelda Marcos trató de encumbrarse en su regreso a la política. Sus primera tentativas fueron competir por la presidencia de la república, avalada por Kilusang Bagong Lipunan (el mismo partido que fundó su esposo Ferdinand Marcos tras su ascenso al poder), primero en 1992 y luego en 1998, pero fracasó en ambos intentos. No obstante, mientras que sus críticos habían condenado a la otrora primera dama a la «muerte política», contra todo pronóstico, Imelda logró su regreso, siendo electa en 1995 representante por el 1.er distrito de la provincia de Leyte, para la Cámara de Representantes de Filipinas, permaneciendo el período correspondiente de tres años, tras lo cual entró en un período de receso político propio, mientras que se encargaba de impulsar las carreras políticas de dos de sus hijos, Ferdinand Marcos Jr. e Imee Marcos, asumiendo el rol de ser la figura central de la dinastía Marcos, ya no solo en el ámbito familiar y económico, sino también en el político.
En 2010, Imelda Marcos fue elegida representante del 2.º distrito de la provincia de Ilocos Norte en la Cámara de Representantes de Filipinas, marcando una nueva intervención política, además de convertirla en la única persona en la historia de Filipinas en haber sido elegida por tres diferentes distritos al Congreso de Filipinas, Manila y los de las provincias de Leyte e Ilocos Norte.

## Icono cultural
A medida que el tiempo ha avanzado y la época de la dictadura de los Marcos se va alejando, la mente de las nuevas generaciones filipinas ha dejado de asociar la imagen de Imelda Marcos con las atrocidades de la dictadura y se ha venido identificando más con la de una especie de «icono cultural». La ex primera dama, goza de una sorprendente popularidad entre los filipinos, el lanzamiento de la marca Imeldífico le ha dado un estatus en Filipinas, semejante al de los grandes diseñadores y empresarios del mundo de los productos de bienes de lujo, contribuyendo así a la formación de una imagen más propia de una celebridad que de una política. Igualmente, aún después de más de dos décadas de su salida del poder, Imelda Marcos sigue apareciendo en entrevistas de radio, revistas, realizando apariciones públicas y mantiene en pie su carrera política, habiendo sido elegida en 2010 representante de la provincia de Ilocos Norte en la Cámara de Representantes de Filipinas.
En 2001 se estrenó un documental acerca de su vida, llamado Imelda, que se volvió un éxito en la taquilla y que generó mucha polémica, pues le mostró a las generaciones jóvenes la realidad acerca de la ex primera dama, sin embargo esto no significó su caída del estatus de icono popular, por el contrario una frase que ella dijo cuando respondió a qué le gustaría que colocaran en su tumba, lo aumentaría. Esta frase fue: 

"Me gustaría que mi tumba dijera: Aquí yace el amor y la verdad es que el amor yace aquí"

A raíz de esta frase, el músico David Byrne se decidió a grabar un álbum conceptual con el título Here lies love (Aquí yace el amor), el cual fue realizado en conjunto con Fatboy Slim, además de contar con la participación y colaboración de numerosos artistas de gran renombre como Florence Welch, Allison Moorer, Nellie McKay, Cyndi Lauper, Tori Amos, Martha Wainwright, Natalie Merchant, Sia, Santigold, Charmaine Clamor, Nicole Atkins y Kate Pierson.
El álbum resultó en un sorprendente éxito, obteniendo críticas positivas en Allmusic, NME, The Times, Rolling Stone y The Daily Telegraph, entre muchas publicaciones y la crítica en general, así como también ha cosechado excelentes dividendos en ventas. El álbum, además ha sido interpretado cuatro veces en vivo, debutando en el Festival de Artes de Adelaide Bank, en Adelaida (Australia) el 10 de marzo de 2006, siendo interpretado otras dos veces en la misma ocasión, el 14 y el 15 de marzo de ese mismo año. Su última interpretación fue en Nueva York, el 3 de febrero de 2007, en el Carnegie Hall. 
En 2009 el Centro Cultural de Filipinas, ubicado en Manila, celebró sus cuarenta años de existencia, homenajeando a su fundadora Imelda Marcos. Esta acción fue rechazada y criticada por parte de los filipinos, quienes salieron en protestas, alegando que era injusto premiar a alguien que hubiese cometido tantas atrocidades. El director del Centro Cultural justificó la acción argumentando que Imelda había sido esencial en el desarrollo, establecimiento y publicidad del centro, por lo cual merecía tal reconocimiento. Luego en 2010, el Centro Cultural dio inicio a un programa que constituía un recorrido formal por todas las instalaciones del fastuoso Centro Cultural de Filipinas, edificio principal del conjunto arquitectónico que la viuda del dictador ordenó construir a finales de los años 1960 junto a la bahía de Manila, en el cual se narra la historia de Imelda, sus encuentros con las grandes personalidades de la política internacional y de Hollywood, el rol de la familia Marcos, así como el convulso período que Filipinas vivió durante esos años, mostrando los lugares, objetos y demás elementos que constituyen una exhibición del legado de Imelda Marcos.
Muchos críticos consideran que el estatus que la población le ha concedido a la ex primera dama demuestra el nivel de ignorancia de las nuevas generaciones, pues según ellos, esta posición que la integra a la cultura popular es básicamente olvidar todas las atrocidades cometidas por ella y su esposo Ferdinand Marcos, es decir, otorgarle un perdón a ella, por todos sus crímenes, liberarla de toda responsabilidad por ellos, mientras que sus partidarios mantienen que es un estatus merecido, por ser parte de la cultura y la historia de Filipinas.